# Cecropia obtusifolia
Cecropia obtusifolia är en nässelväxtart som beskrevs av Antonio Bertoloni. Cecropia obtusifolia ingår i släktet Cecropia och familjen nässelväxter. IUCN kategoriserar arten globalt som livskraftig.

## Underarter
Arten delas in i följande underarter:
- C. o. burriada
- C. o. obtusifolia

## Bildgalleri

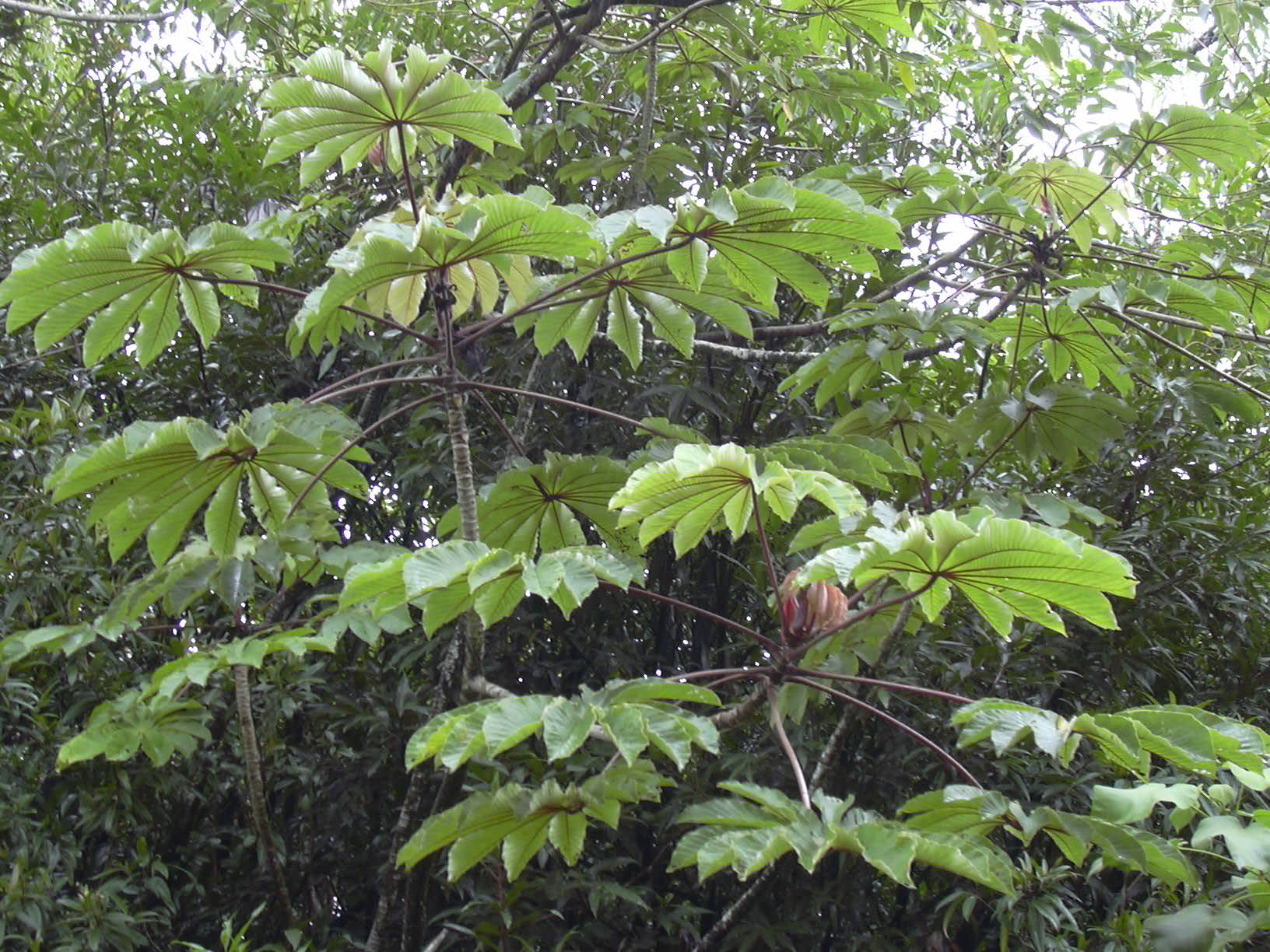
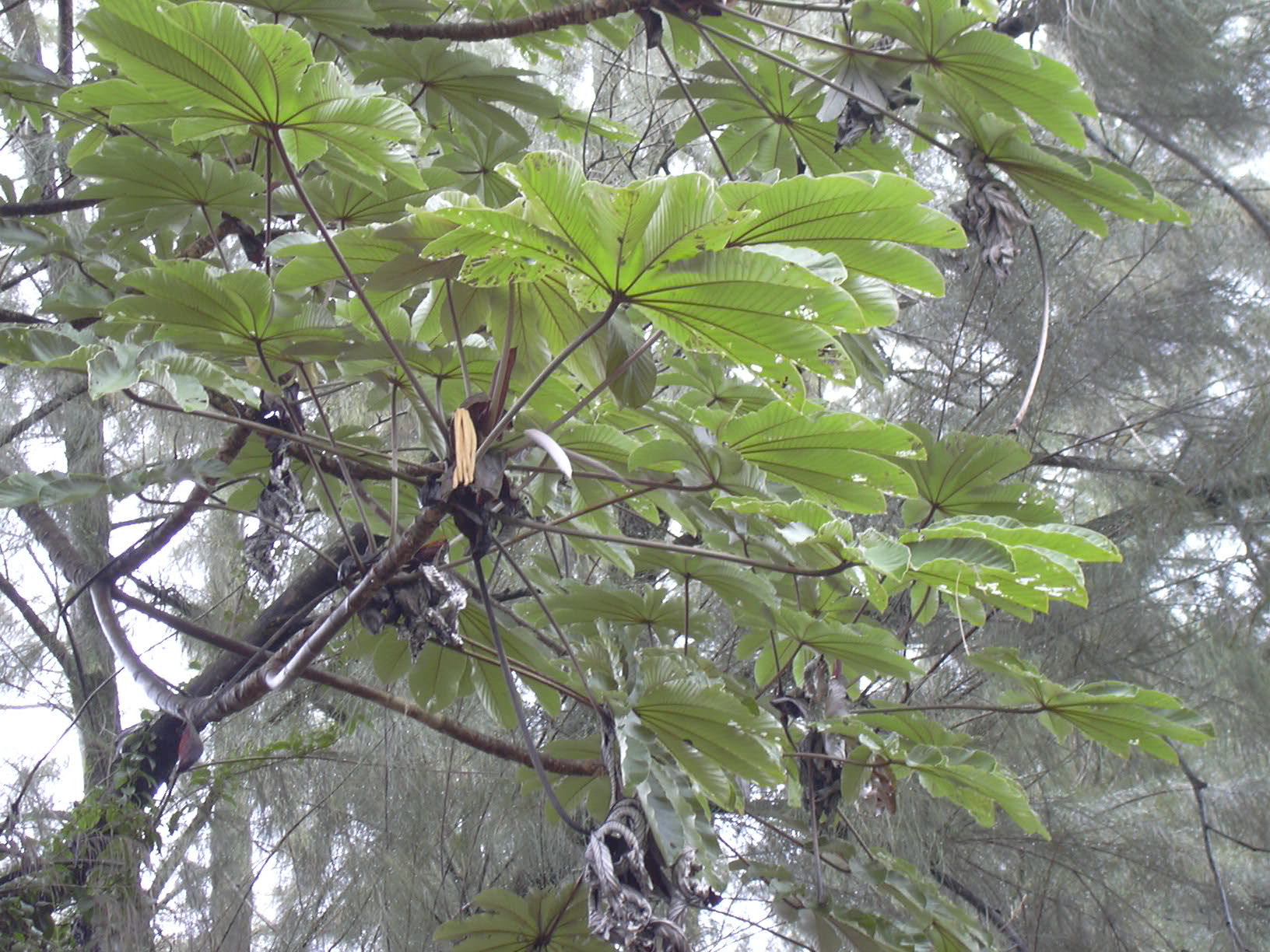
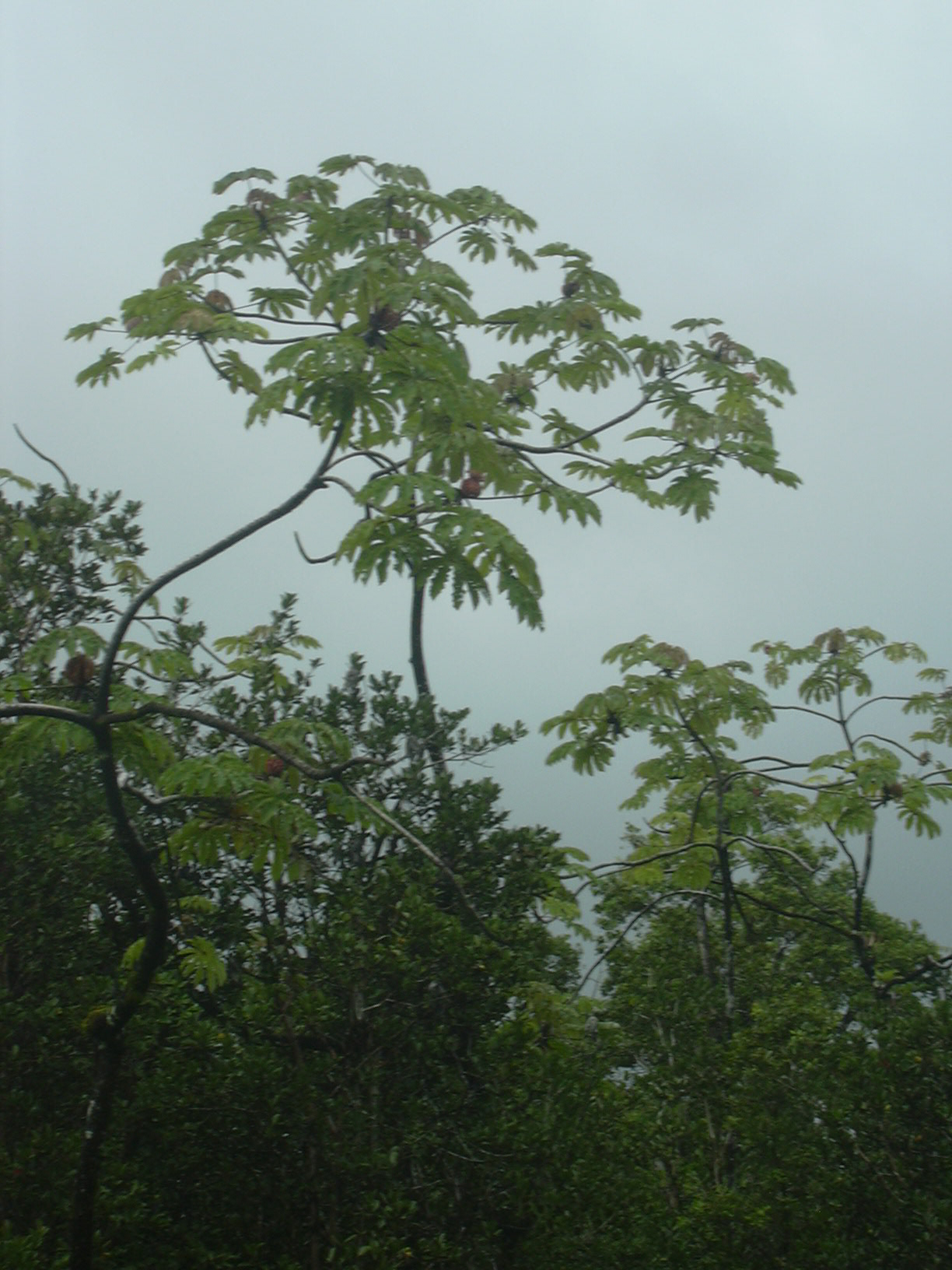
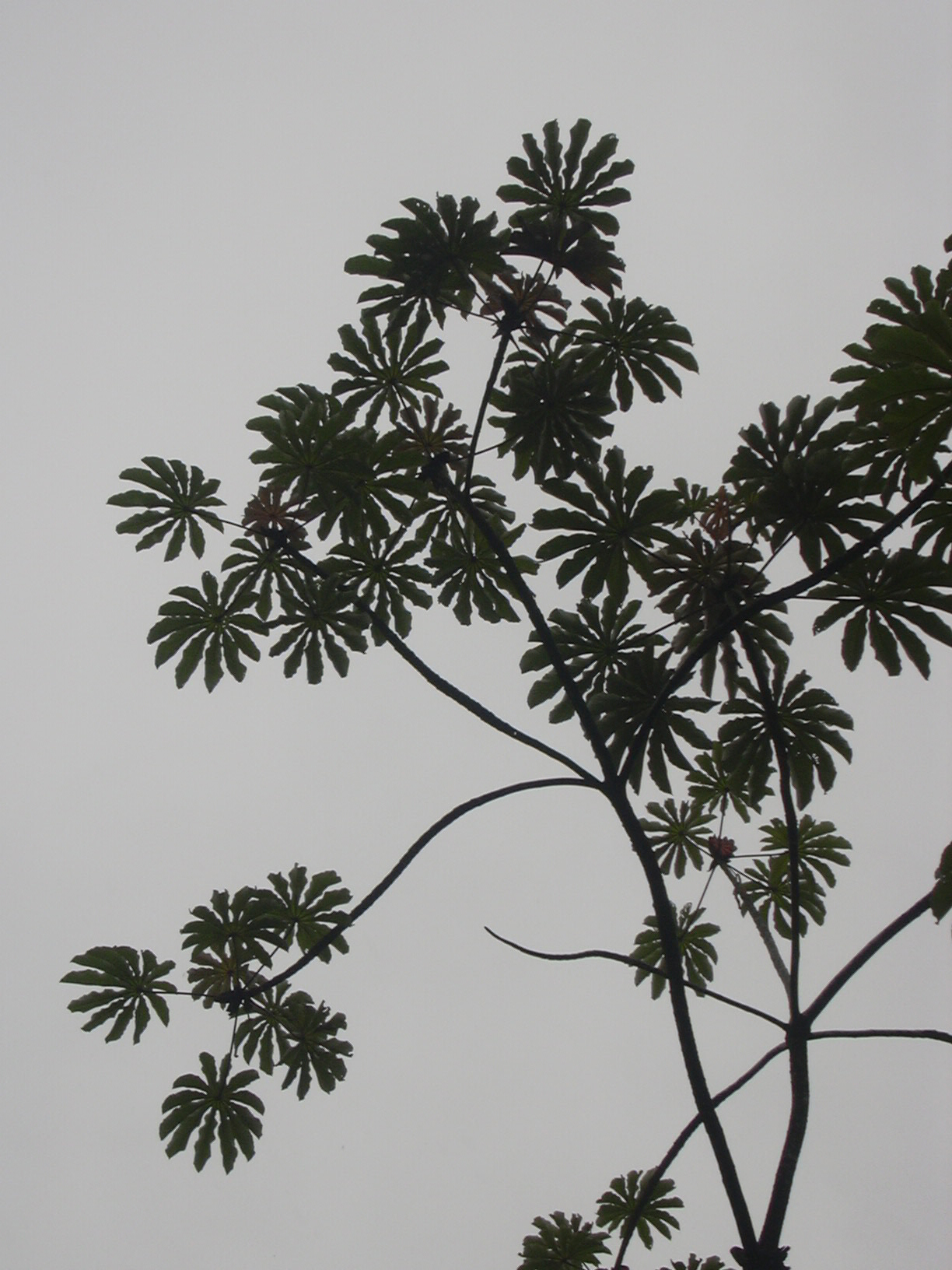
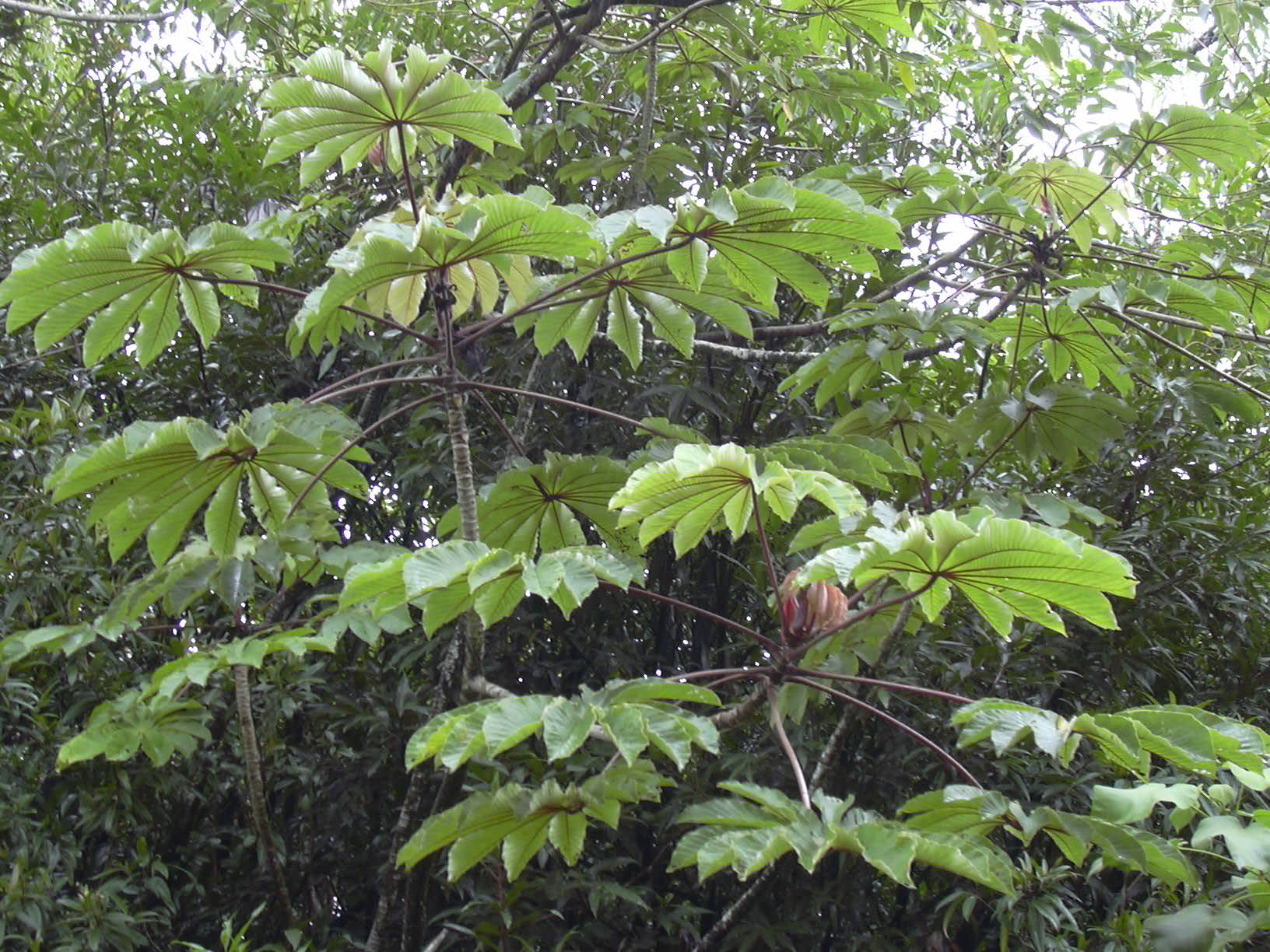
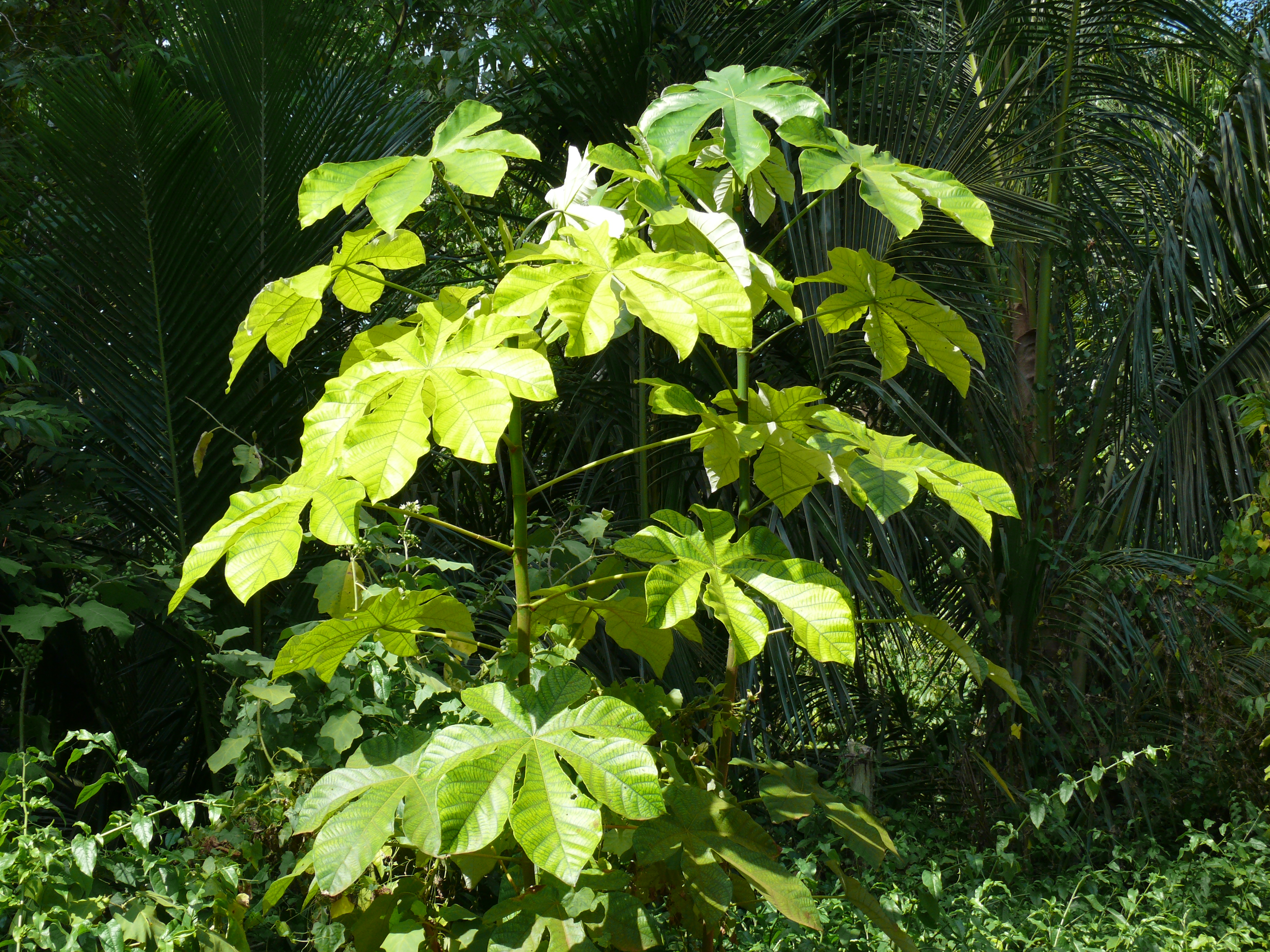